# Oosterbeeker Schule

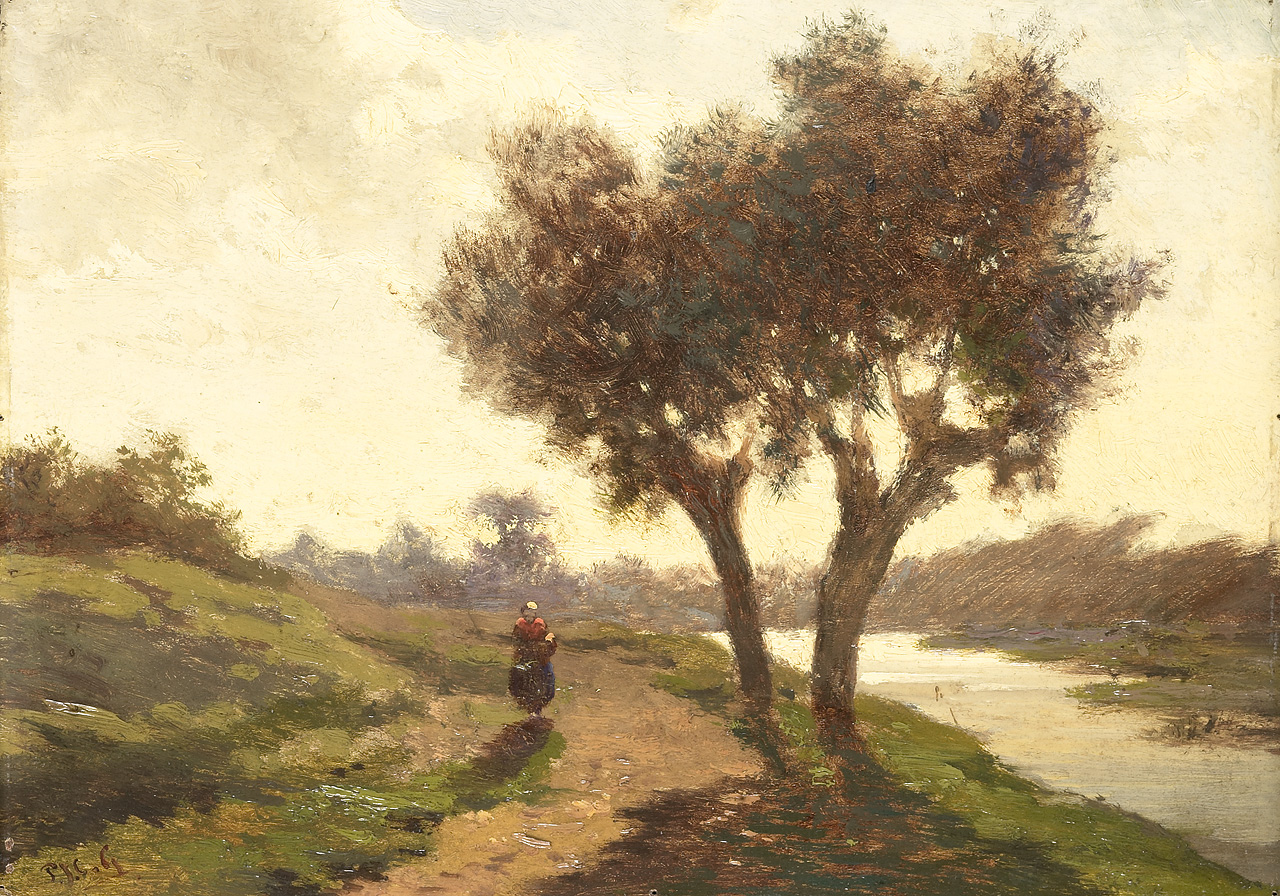
Paul Gabriël (etwa 1860):- Landschaft mit zwei Bäumen - Rijksmuseum Amsterdam.

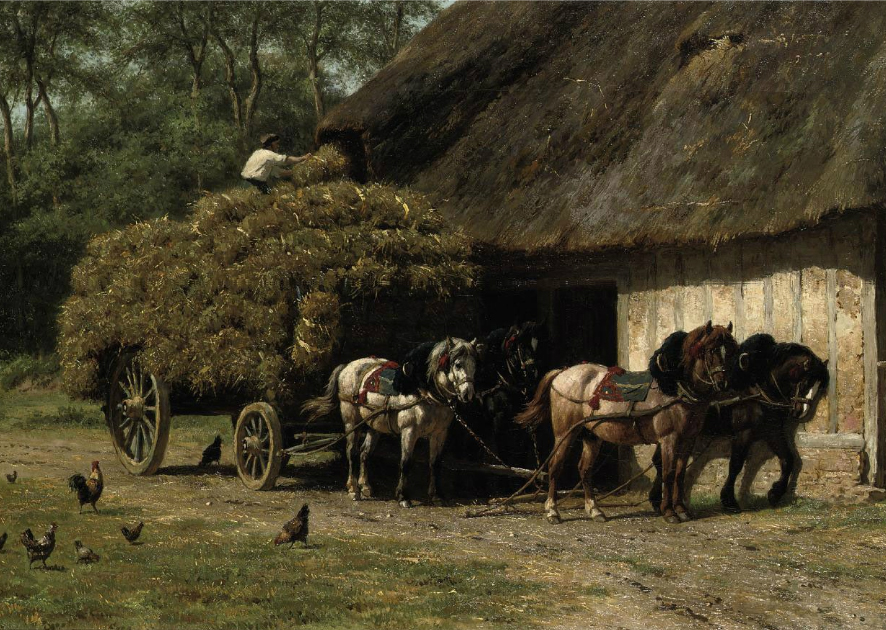
Willem Carel Nakken (ohne Datum): Entladen des Heuwagens - Privatbesitz

Die Oosterbeeker Schule hatte ihre Wirkungszeit von 1841–1870. Sie ist mit die älteste Künstlerkolonie in den Niederlanden und gilt als die Wiege der Haager Schule in der Tafelmalerei. Das Dorf Oosterbeek ist im Zusammenhang mit dem Flecken Wolfheze und den einmaligen, sehr abwechslungsreichen und vielfältigen Bildern der Landschaft und der ländlichen Bevölkerung zu sehen. In dieser Künstlerkolonie fanden jene Maler zusammen, die den späteren Kern der Haager Schule und des Pulchri Studios bilden sollten, aus der auch im Jahre 1878 die Hollandse Teekenmaatschappij – Niederländische Zeichengesellschaft hervorging. Diese Schule war die Abwendung von der Romantik und dem Realismus. Sie ist das niederländische Pendant zur französischen Schule von Barbizon und der ihr folgenden Phase des Vorimpressionismus bzw. Impressionismus und der später einsetzenden Moderne.

## Oosterbeek im Goldenen Zeitalter der Niederlande

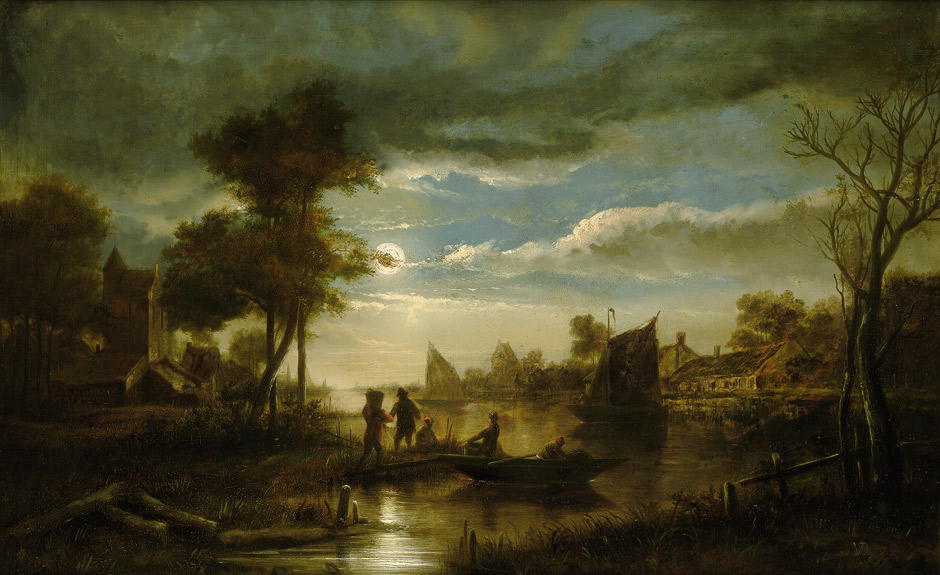
Aert van der Neer: Flusslandschaft im Mondlicht.

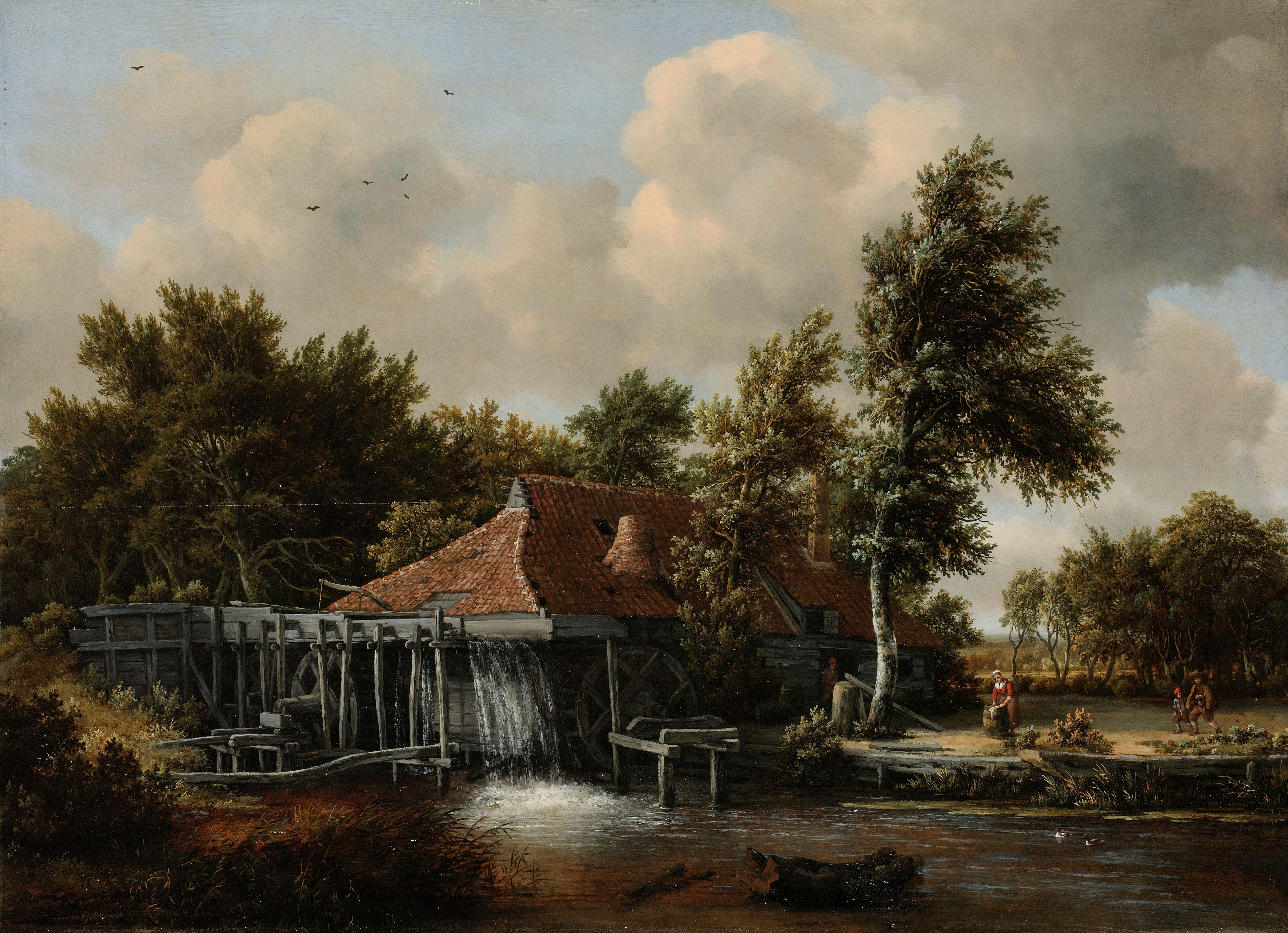
Meidert Hobbema (1664): Eine Wassermühle - Rijksmuseum.

Die Landschaftsmalerei des 1. Goldenen Zeitalters der Malerei der Niederlande zur Zeit der 7 Republiken erlebte hier ihren Aufschwung. Die Landschaftskunst dieser Zeit hatte eine Typologie erreicht, die für kommende Generationen von Malern sowohl in den Niederlanden als auch im Ausland richtungsweisend sein sollte. In der Bildgattung der Landschaftsmalerei hatten sich die Motive in die
- Überblickslandschaft,
- Panoramalandschaft,
- Gebirgslandschaft,
- Winterlandschaft,
- Waldlandschaft,
- Flusslandschaft,
- Dünenlandschaft,
- Küstenlandschaft und
- Seelandschaft,

zergliedert. Diese sind kennzeichnend für die niederländische Malerei des 17. Jahrhunderts. Schon zu jener Zeit waren Landschaften von Jan van Goyen (1596–1656), Simon de Vlieger (1601–1653), Aert van der Neer (1603–1677), Jan Wijnants (1632–1684) und Meidert Hobbema (1638–1709) die Wegbereiter dieser Bildgattung.

## Zur geographischen Lage von Oosterbeek
Oosterbeek liegt in der Nähe der Ausläufer des Rheins, etwa 4,0 km westlich von Arnheim, in der Provinz Gelderland. Auch wenn in der Fachwelt immer nur von Oosterbeek gesprochen wird, ist der etwa 5,5 km weit entfernte Flecken Wolfhese von immanenter Wichtigkeit. Zwischen diesen beiden Orten liegen zum Teil noch heute unberührte Waldstücke, Heidelandschaften, der berühmte Wotanwald mit seiner Wotaneiche, Feuchtgebiete und die Flusslandschaften. Darüber hinaus war hier das Landleben seit dem 1. Goldenen Zeitalter der Niederlande nahezu unberührt geblieben.

## Die Bewegung 1830 und Barbizon

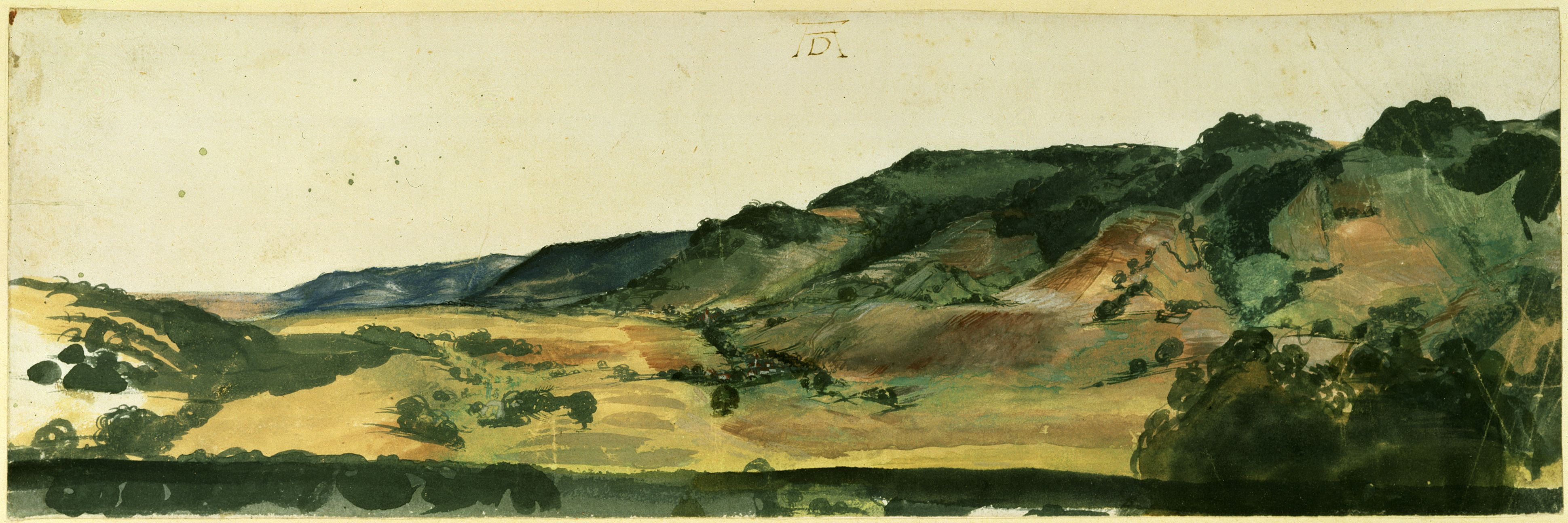
Albrecht Dürer (1494/95): Tal von Kalchreuth in Aquarelltechnik.

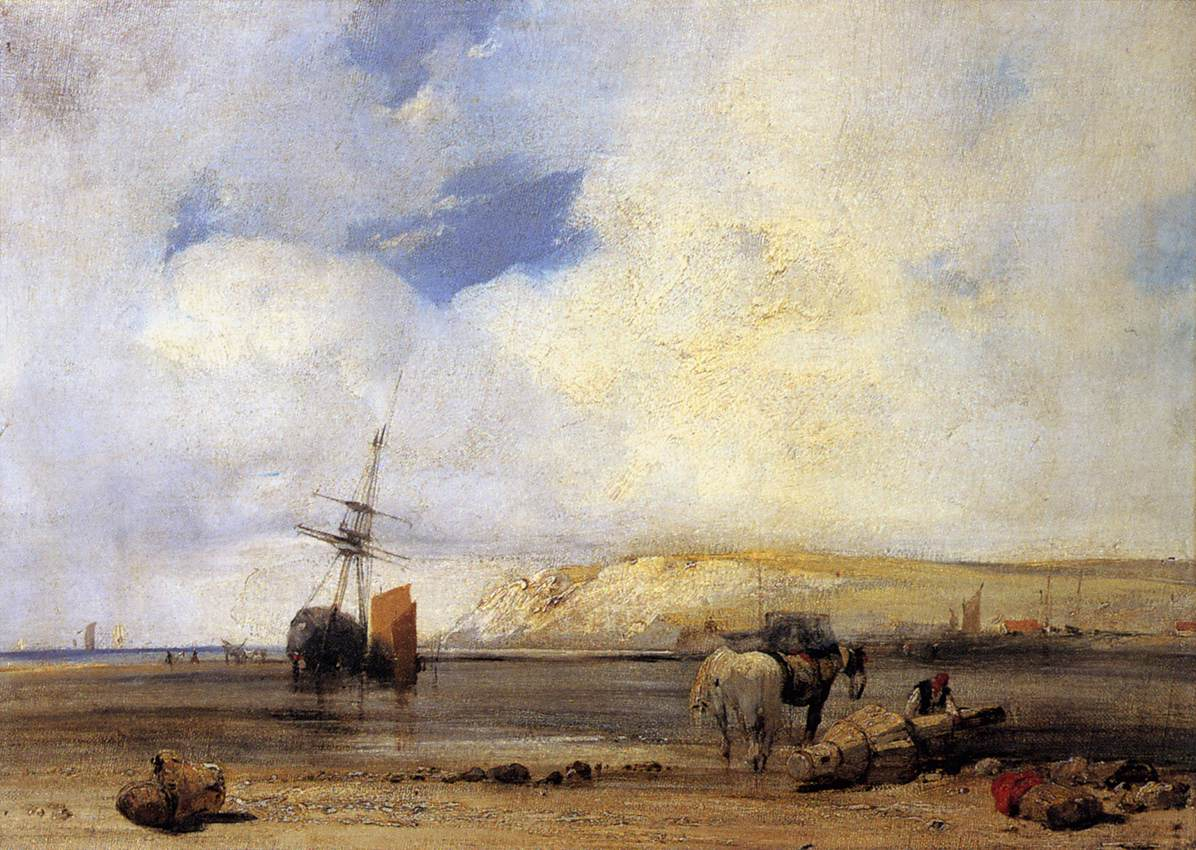
Richard Parkes Bonington (1820): An der Küste der Picardie - Wallace Collections, London.

John Constable (1827): Seelandschaft mit Regenwolken - Royal Academy of Arts, London.

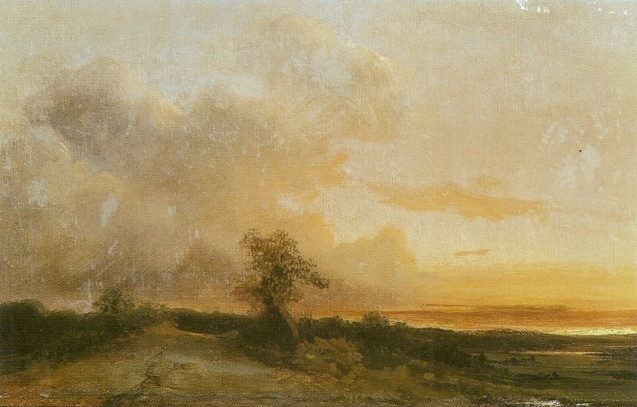
Théodore Rousseau (undatiert): Sonnenuntergang - Museu da Chárava do Céu, Rio de Janeiro.

Als Ausgangspunkt für die Abwendung von der akademischen Ateliermalerei mit den vorgegebenen Motiven des Neoklassizismus sowie der traditionellen Kunstauffassung erwuchs aus den Revolutionen von 1798 und 1830 in Frankreich auch in der Malerei ein enormer Umbruch. Dies führte zu einer geistigen Auseinandersetzung um die Werte der Tradition bzw. des Vorschritts. Damit war auch in der Tafelbildmalerei der Aufbruch in eine geistige Gegenwelt getan. Als Motive wurden zusehends das Greifbare wie der Mensch und sein Leben und die Natur aufgegriffen – ja selbst das nicht Schöne wurde jetzt als malenswert erachtet. Allerdings trat zunächst die Stilrichtung der Romantik auf den Plan.
Indes sammelten sich in Paris junge progressive Künstler wie u. a. Corot, Cabat, Alexandre-Gabriel Deschamps, Delacroix, Devéria, Huet und Rousseau. Sie hoben die École de 1830 aus der Taufe und schafften es sogar, in die Kunstausstellung des Salon de Paris zugelassen zu werden. Der Funke dieser neuen Strömung der Malerei sprang letztendlich auch auf die Maler der Niederlande über.
Der Pinselstrich, der Beleuchtungskörper, und die Palette mit den gewählten Farben entfernten sich zusehends von der in den staatlich gelenkten Kunstakademien vorgegebenen Leitlinie. Auch kam die alte Aquarelltechnik von Albrecht Dürer wieder in Mode. Im England des 18. und 19. Jahrhunderts wurde die Aquarelltechnik soweit verfeinert, dass sie hier als eigenständige Kunst anzusehen ist. Hierunter fallen auch solche Motive wie
- Waldlandschaft,
- Dünenlandschaft,
- Flusslandschaft,
- Küstenlandschaft,
- Seelandschaft und
- Sittengemälde.

Greift man die Namen und die Werke ab, so spricht der Kunsthistoriker von dem „Großen Zeitalter der Britischen Wasserfarben“ – den British Watercolours. Ihre Hochzeit beginnt um 1750 und dauert etwa 150 Jahre an. Wichtig ist vor allem die Möglichkeit, mit leichtem Pinselstrich in Verbindung mit dem Farbstoff, sowie durch die Transparenz des absorbierenden Malgrundes das Bild leuchtkräftiger zu machen. Die Möglichkeiten dieser Maltechnik, die auch in dem Wirken von Richard Parkes Bonington und John Constable staken, fand ihren Weg in die Pariser Kunstwelt und kam beim Publikum zusehends positiv an.
Für die Niederlande bedeutete dies eine recht interessante Entwicklung. In jener Zeit zeichnete sich auch hier Unzufriedenheit bei Schülern in ihrer Ausbildung der Rijksakademie van beeldende kunsten zu Den Haag ab. Die Abkehr von den akademischen Kompositionsregeln und ihren Bildgegenständen zur Künstlerkolonie und der damit verbundenen freien Wahl des malerischen Bildvortrags nach dem persönlichen Eindruck von Mensch und Natur war dann nur noch eine Frage der Zeit.

## Oosterbeek wird zum Barbizon des Nordens

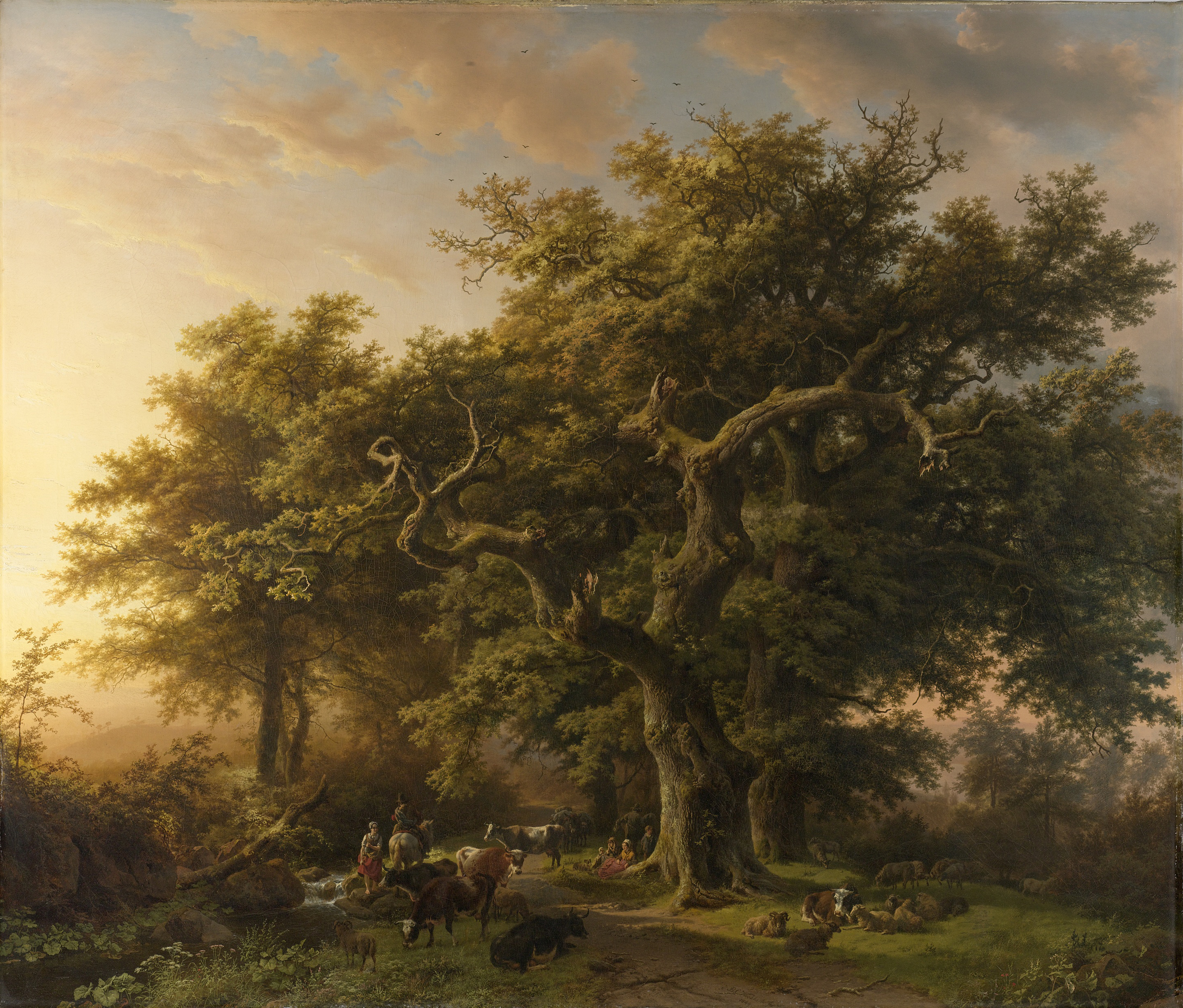
Barend Cornelis Koekkoek (1848): Waldgesicht - Rijksmuseum.

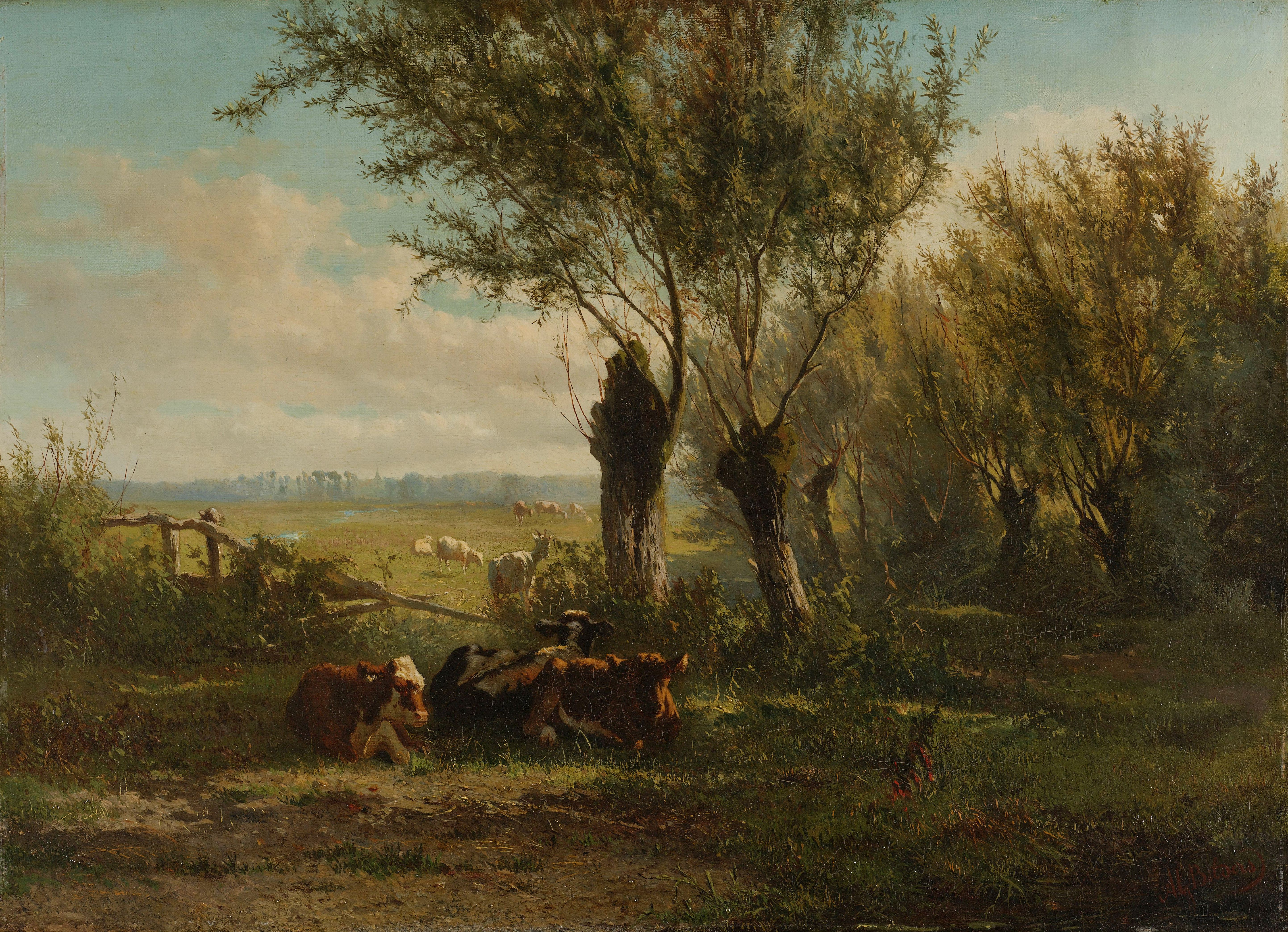
Gerald Bilders (1860):Weideland bei Oosterbeek - Rijksmuseum.

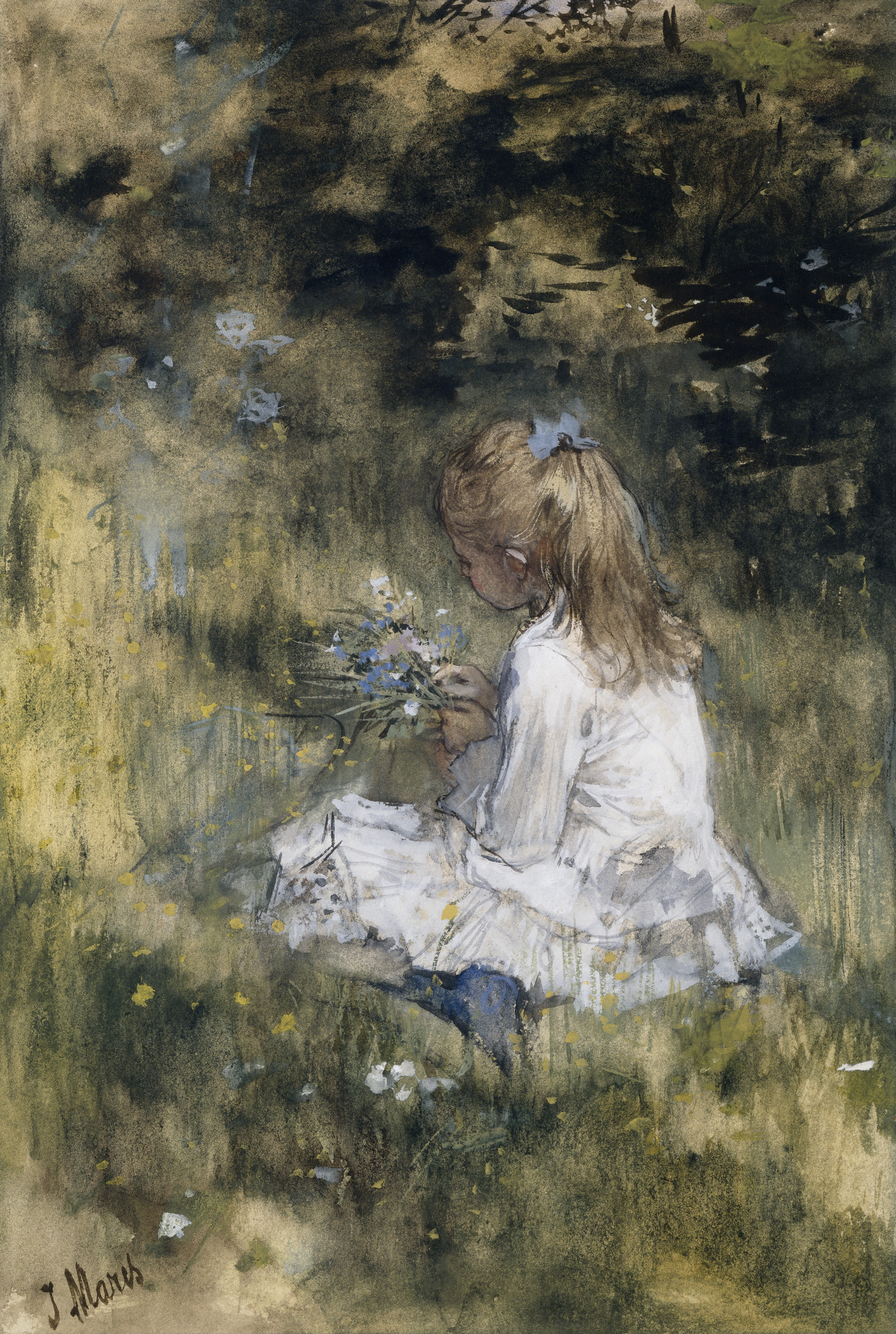
Jacob Maris (ohne Datum): Tochter von Jacob Maris mit Blumen im Gras - Rijksmuseum.

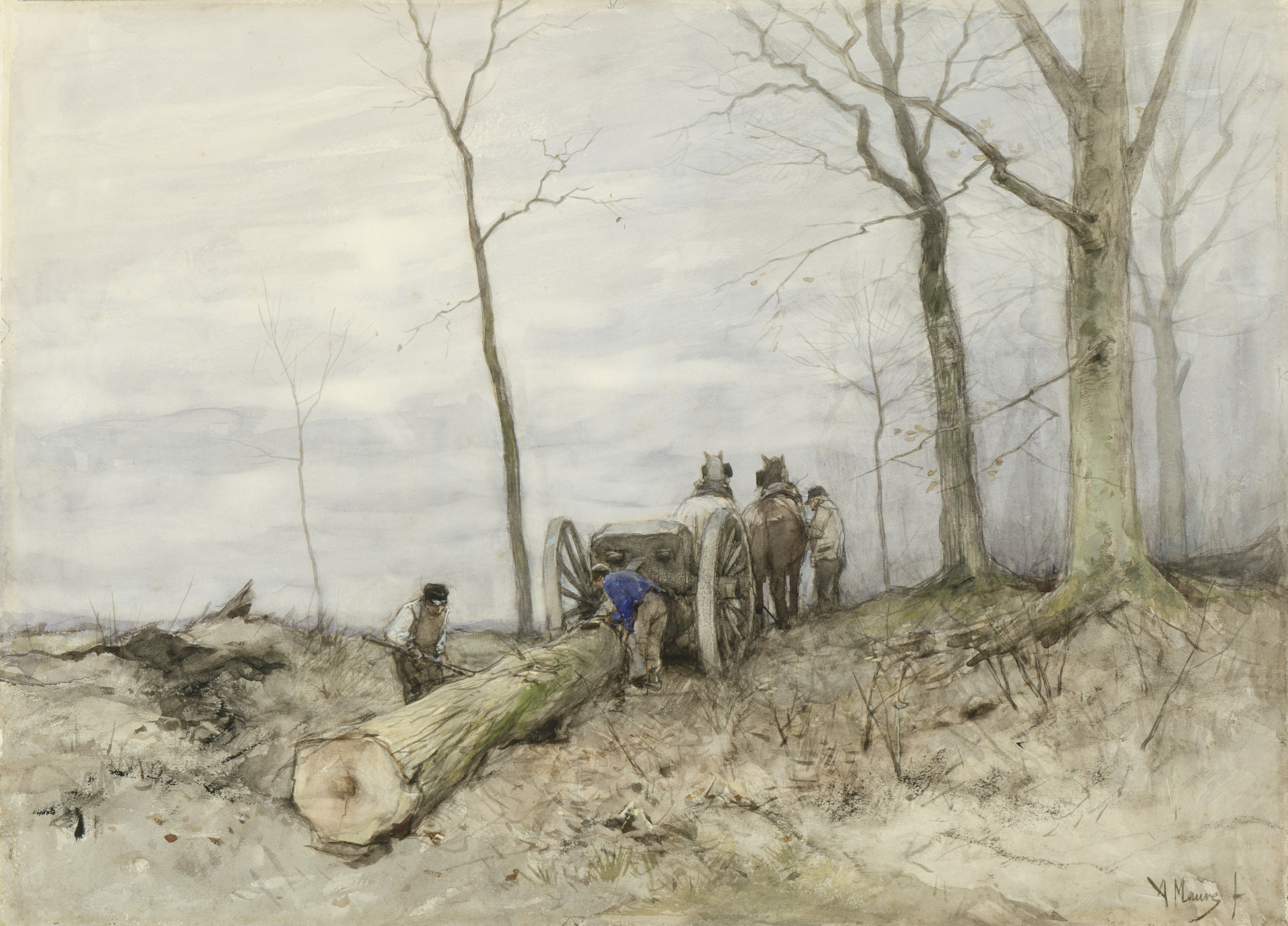
Anton Mauve (undatiert): Der Langholzwagen - Rijksmuseum.

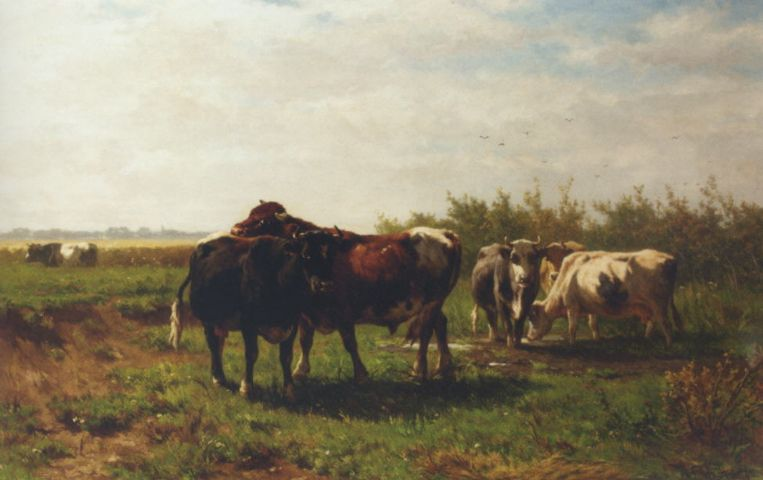
Johannes Jan de Haas - Herde auf der Weide - Rijksmuseum.

Um das Jahr 1840/41 hatte sich der Landschaftsmaler Johannes Warnardus Bilders in Oosterbeek eingefunden, um direkt nach der Natur zu malen. Dabei konzentrierte er sich auf einen Landschaftsausschnitt und wählte eine realistische Darstellungsweise. Hier stieß er auf Frederik Hendrik Hendriks. Im Jahre 1852 ließ er sich nach einem Aufenthalt in Utrecht endgültig hier nieder. Am Beginn von Oosterbeek gab es zunächst nicht die Künstlerkolonie im Sinne des Zusammenfindens von Gleichgesinnten in der Landschaftsmalerei, sondern es handelte sich zunächst um Künstlerindividuen wie Bilders und Hendriks. Diese hatten sich der lebenden Natur als Teil der unberührten Landschaft und der Darstellung des ländlichen Lebens zugewandt. Vorbild waren vor allem die italienischen und niederländischen Bildkompositionen.
Zu jener Zeit rückte Oosterbeek langsam in den Blickpunkt von Kunstinteressierten, die dort Sommerresidenzen mit vielen Gästezimmern errichten ließen. Einer der wichtigsten Namen war damals Jan Kneppenhout, der zum Mäzen von Gerhard Bilders werden sollte. Kneppenhout besaß das Landhaus „De Hemelsche Berg“ (Der himmlische Berg); weitere Beherbergungsstätte war auch „De Oorsprong“ (Der Ursprung).
Der ältere Johan Warnardus Bilders zog eine ganze Reihe von jungen Künstlern als Lehrer und Mentor an. Zu ihnen zählen u. a. solche Namen wie Anton Mauve und die Gebrüder Jacob, Matthijs und Willem Maris. Hier machte Willem Maris Bekanntschaft mit Anton Mauve, der hier seine Art der Landschaftsmalerei zu entwickelten verstand. Zu Beginn seiner Schaffensphase kam sogar Jan Toorop hierher. Er nahm die Stationen des Kreuzes in der Kirche von St. Bernulphus am Utrechtseweg auf.
Die im Aufwind befindliche Künstlerkolonie und das damit einhergehende Verständnis zur Landschaft und ortsansässigen Bevölkerung sowie die hier aufgebauten Kontakte der Künstler untereinander sind der Ursprung und der Erfolg der späteren Haager Schule als Niederländischer Impressionismus.
Wichtig sind vor allem die in Oosterbeek geschlossenen Freundschaften der Künstler und die daraus im Jahre 1847 gegründete Künstlergenossenschaft Pulchri Studio. Letztendlich profitierte diese Genossenschaft von dem Zustrom von Künstlern aus Oosterbeek, denn eines ihrer erklärten Ziele war auch die Verkaufsförderung ihrer Mitglieder.

## Kontakt mit Barbizon und Änderung in der Maltechnik
Aus den Niederlanden waren erstmals Jozef Israels (1850) und Willem Roelofs (1851) angereist, die in den Sommermonaten an Malausflügen teilgenommen hatten. Diese Erlebnisse und Erfahrungen der Freilichtmalerei nahmen sie mit nach den Niederlanden und dann letztendlich mit nach Oosterbeek und Wolfheze. Auch gingen Jacob Maris (1964), Theophile de Bock und J.H. Weissenbruch dorthin, um die Atmosphäre um die hier einzigartige Maltechnik zu erlernen.
Die Freilichtmalerei führte zu einer Veränderung der Vorgehensweise bei der Erstellung des Bildes. Zunächst wurden andere Bindemittel und Pigmente genommen, was wegen der gewünschten schnelleren Abbindezeit erforderlich wurde. Auch das Vorskizzieren mit Ölfarbe über einfache Strichführungen auf der Leinwand gehörte zur Veränderung. Hinzu kommt noch das Wiederaufgreifen der Aquarelltechnik als die leichte Handhabung des Pinsels. Auch die Art der Maltechnik vollzog einen großen Wandel. Zunächst war genau vorgezeichnet worden, eine bis ins Detail gehende Zeichnung, also die Technik eines Albrecht Dürers, vom Feinen ins Feinste. Jetzt entwickelte sich zusehends eine neue Freiheit in der Malerei. Schon Tizian Vecellio hatte dies vorgemacht. Die Vorzeichnung war sehr grob gehalten, dann erfolgte das Auftragen der dünnen Malschichten. Die Vollendung erfolgte erst nach und nach mit der bekannten abschließenden Durchdetaillierung. Das Arbeiten in der Schlussphase nass in nass war seit der Renaissance bekannt und gebräuchlich. Diese aus der Hochzeit der klassischen italienischen Malerei erfolgreich umgesetzte Technik fand im Vor-Impressionismus und im Impressionismus zurück. Dabei war eine rasch trocknende Untermalung von Wichtigkeit und ein Schwimmen im Leinöl wurde vermieden! – Hinzu kam eine sehr wichtige Erfindung. Der Maler John Rand hatte am 11. September 1841 das Patent auf eine Zinntube als Aufbewahrungsgefäß für Ölfarben bekommen. Die englische Firma Windsor & Newton hatte dann Blei genommen und diese Erfindung 1851 auf der Weltausstellung zu London präsentiert. Damit war die wesentliche Voraussetzung der Freilichtmalerei erfüllt, weil die Farbe konserviert mit im Feldmalkasten mitgenommen und vor Ort verarbeitet werden konnte.
Zum Farbauftrag: Der Grundton eines Bildes konnte durch einen direkt auf dem Malgrund aufgetragenen Vorton erfolgen, der dann eben jene dunkle Stimmung der Hager Schule der ersten Generation mit erzeugt hatte. Die handwerkliche Technik war, vom Groben ins Feine zu gehen. Und man war bei der Freilichtmalerei schneller als bei der Ateliermalerei. Bei letzterem war man nicht so sehr auf Schnelligkeit angewiesen und die Farben konnten in Ruhe antrocknen.
Die Art der Darstellungstechnik vollzog auch einen wesentlichen Wandel und war charakteristisch für den Umbruch:
- man wandte sich an eine an der Wirklichkeit orientierte Farb- und Lichtbehandlung,
- es wurde das landschaftliche Ambiente thematisiert,
- das volkstümliche Sittenbild wurde populär,
- Milieuschilderungen bis zur Satire wurden wieder wichtig,
- das Raum- und Formempfinden wurde wesentlich geändert,
- die Textur des Pinsels wurde zur Formensprache genutzt und
- die ehemals scharfen Kanten wurde gebrochen, ja beinahe verwischt.

## Das Ende von Oosterbeek

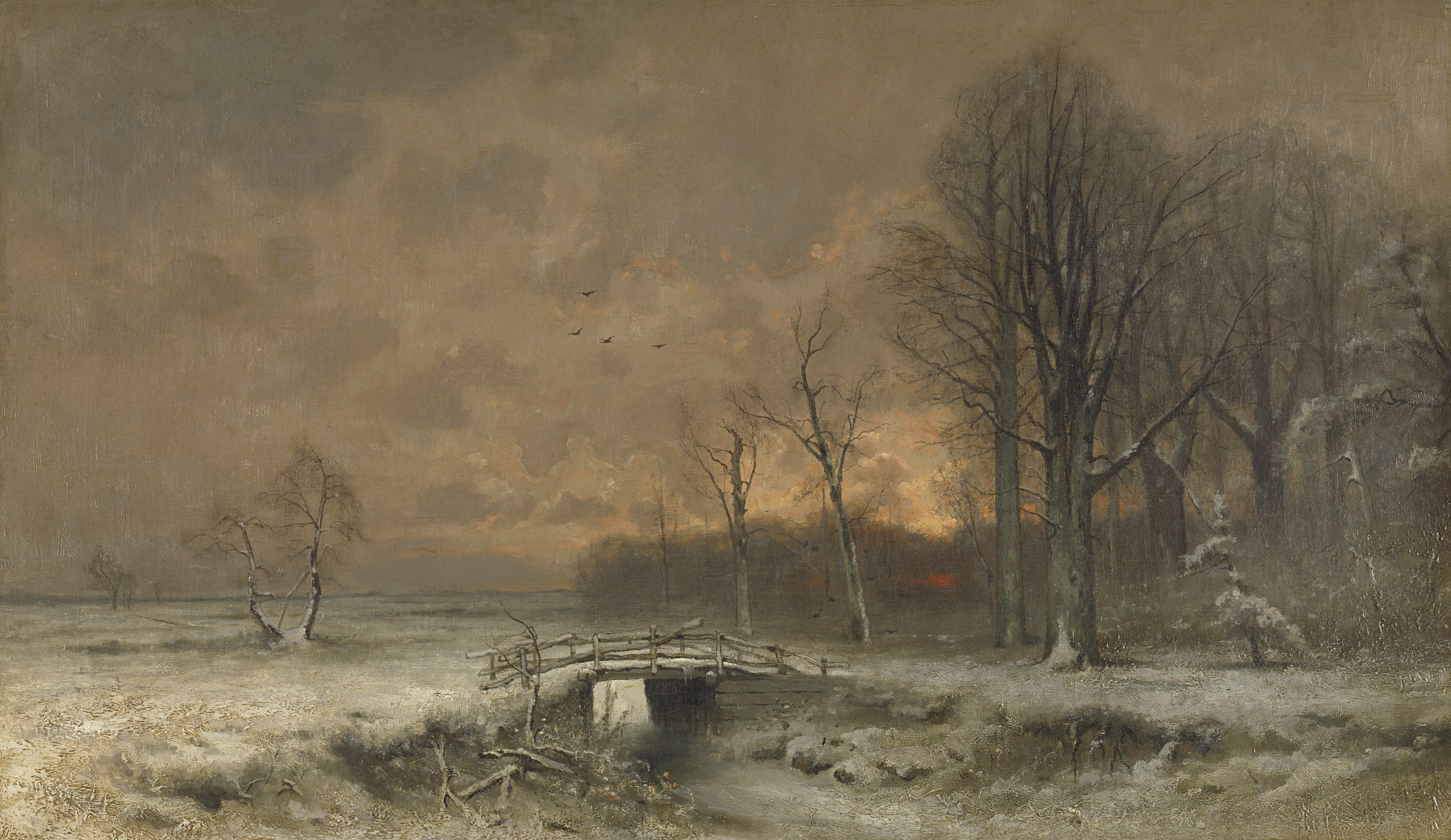
Louis Apol (1880 und später): Winterlandschaft mit untergehender Sonne zwischen den Bäumen - Rijksmuseum Amsterdam.

Durch den Zuzug von Nichtkünstlern, den Aufkauf von Grundstücken sowie die Zersiedlung wurde das Bild von Oosterbeek als Künstlerkolonie wesentlich verändert. Damit verlor der Ort zu einem Teil seinen ursprünglichen, seit Jahrhunderten unberührten Charakter und andererseits setzte eine gewisse Unruhe ein.

## Künstler der Oosterbeeker Schule (Auswahl)
- Louis Apol (1850–1936)
- Adolph Artz (1837–1890)
- Théophile de Bock (1851–1904)

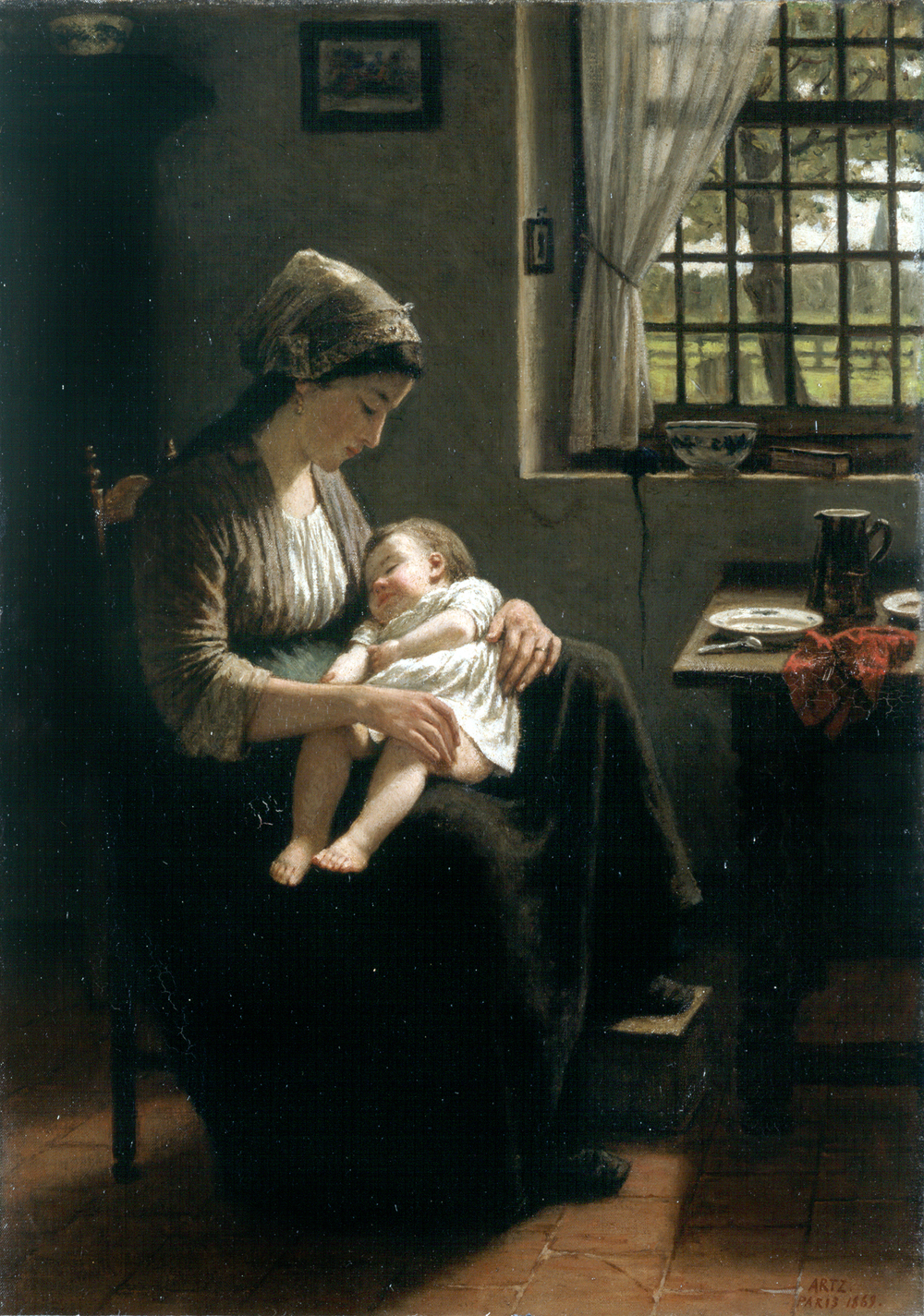
David Adolph Artz (1869): Mutterglück - Privatbesitz.

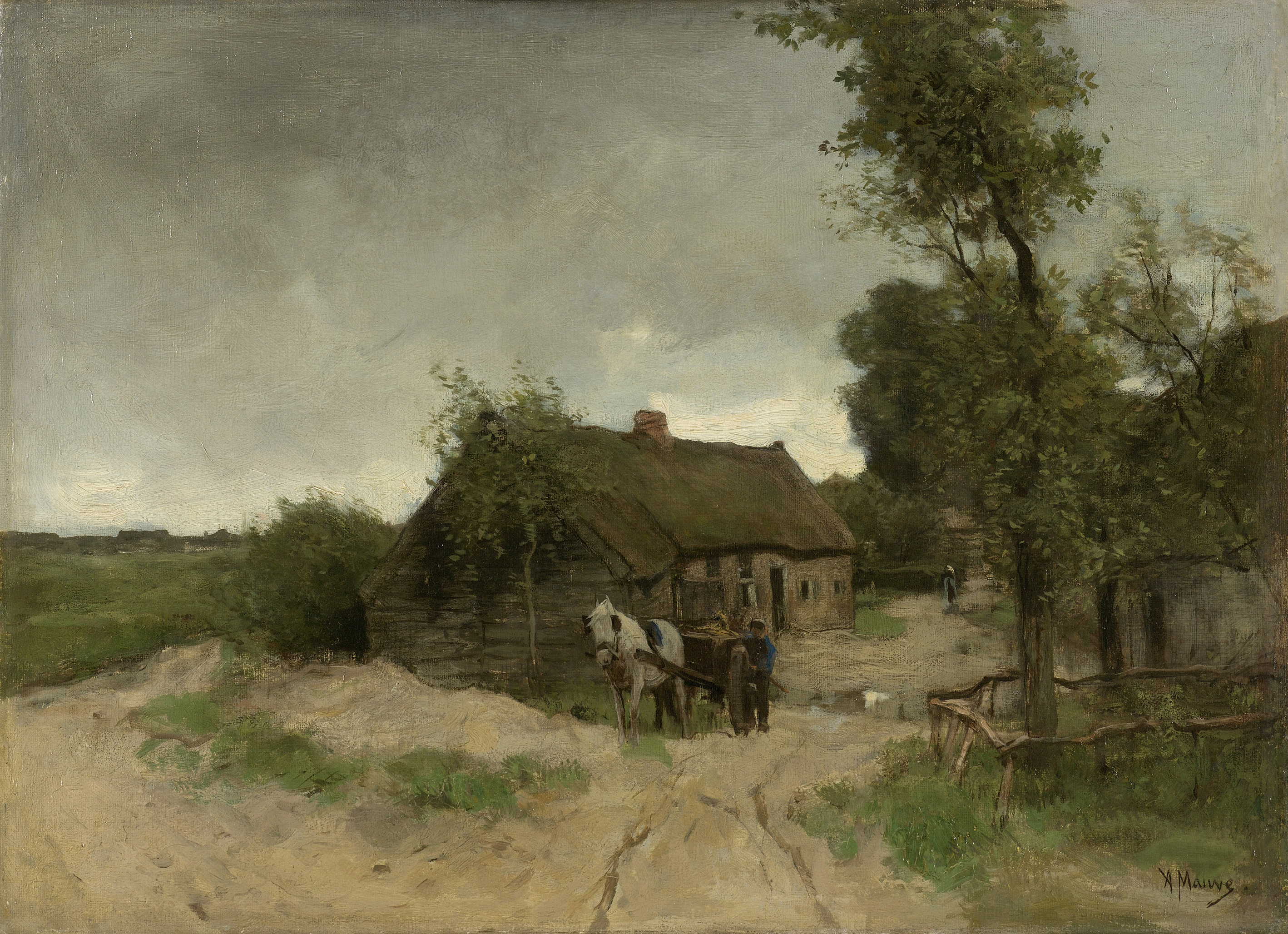
Anton Mauve (etwa 1870): Häuser am Sandweg - Rijksmuseum Amsterdam.

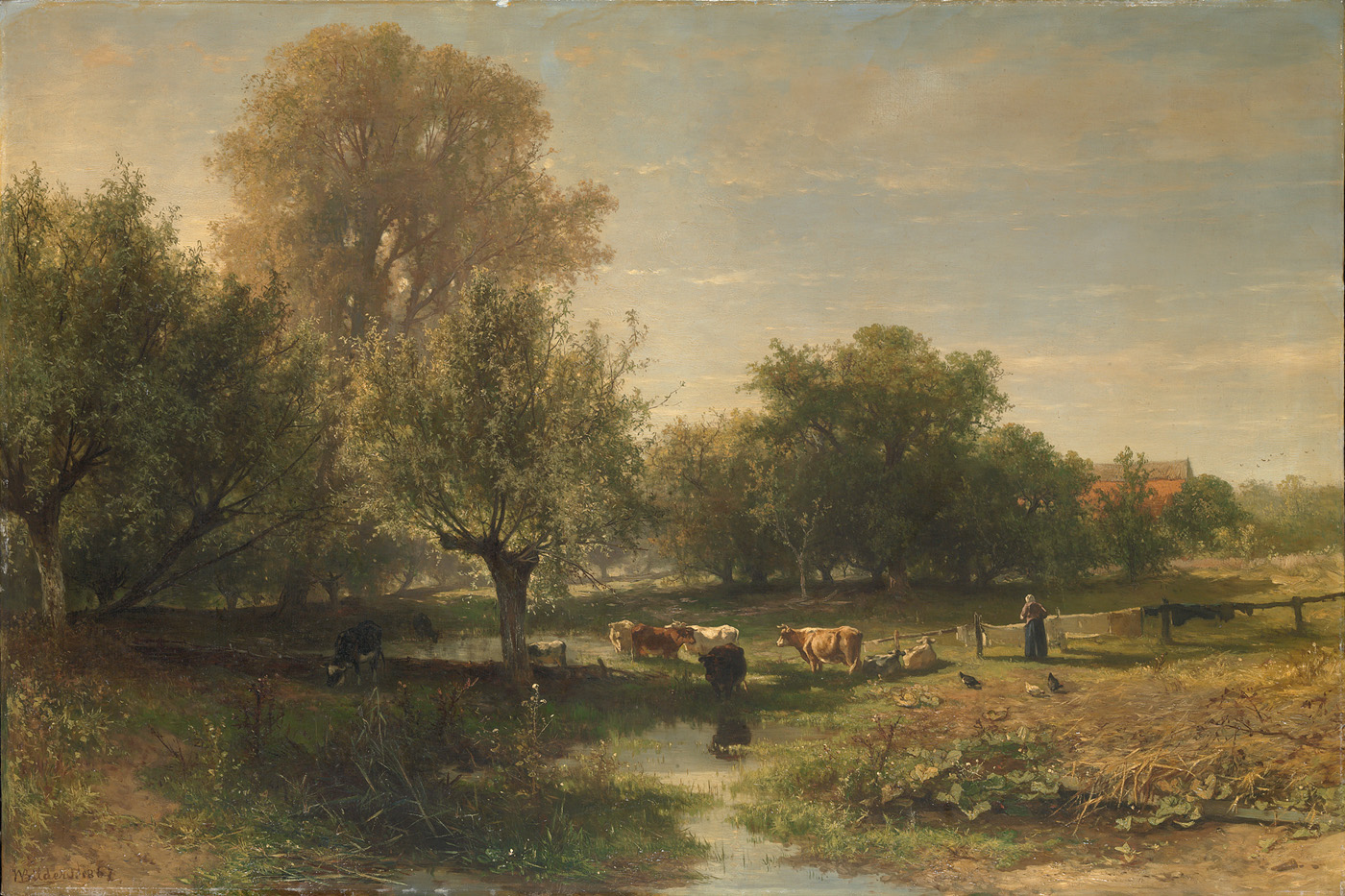
Willem Roelofs (1867): Landschaft bei Oosterbeek mit Vieh - Amsterdam Museum.

- Jan Willem van Borselen (1825–1892)
- Albertus Gerardus Bilders (1838–1865)
- Johannes Warnardus Bilders (1811–1890)
- Maria Philippina Bilders-van Bosse (1837–1900)
- Jacob Jan Cremer (1827–1880)
- Charles Dankmeijer (1861–1923)
- Hendrik Dirk Kruseman van Elten (1829–1904)
- Barend Ferwerda (1880–1958)
- Paul Gabriël (1828–1903)
- Johannes Hubertus Leonardus de Haas (1832–1908)
- Louwrens Hanedoes (1822–1905)
- Frederik Hendrik Hendriks (1808–1865)
- Hendrikus Alexander van Ingen (1846–1920)
- Jozef Israëls (1824–1911)
- Frederik Hendrik Kaemmerer (1839–1902)
- Barend Cornelis Koekkoek (1803–1892)
- Jacobus van Koningsveld (1824–1866)
- Cornelis Lieste (1817–1861)
- Jacob Maris (1837–1899)
- Matthijs Maris (1839–1917)
- Willem Maris (1844–1910)
- Antoon Markus (1870–1955)
- Anton Mauve (1838–1888)
- Claas Meiners (1819–1894)
- Hendrik Willem Mesdag (1831–1915)
- Xeno Munninghoff (1873–1944)
- Willem Carel Nakken (1835–1926)
- Charles Rochussen (1814–1894)
- Willem Roelofs (1822–1897)
- Hendrik van de Sande Bakhuyzen (1795–1860)
- Ferdinand Carl Sierich (1839–1905)
- Ludwig Casimir Sierig (1834–1919)
- Louis Willem van Soest (1867–1948)
- Jan Toorop (1858–1928)
- Wouterus Verschuur (1812–1874)
- Maria Vos (1824–1906)
- Jan Weissenbruch (1822–1880)
- Johan Hendrik Weissenbruch (1824–1903)

## Ausstellungen
- 1863 Tentoonstelling van Kunstwerken van Levende Meesters, Hague School of Art, The Hague.
- 1904: Pulchri Studio, Kunstverein Hamburg, Hamburg, Germany.
- 1969 Mondriaan and the Hague School of landscape painting, Norman McKenzie Art Gallery, Regina, Kanada.
- 1969 Mondriaan and the Hague School of landscape painting, Edmonton Art Gallery, Edmonton, Kanada.
- 1972 Die Haager Schule: Holländische Maler vor 100 Jahren, Rheinisches Landesmuseum zu Bonn, Germany.
- 1972 Hamburger Kunsthalle: Die Haager Schule: Holländische Maler vor 100 Jahren.
- 1980 Mondriaan and The Hague School: Watercolors and drawings from the Gemeentemuseum, The Hague.
- 1981 Verso l’astrattisma. Mondrian e la Scuola dell’Aia, Florenz, Italien.
- 1982 Verso l’astrattisma. Mondrian e la Scuola dell’Aia, Mailand, Italien.
- 1982 Mondrian et l’École de La Haye: aquarelles et dessins du Haags Gementemuseum, La Haye et d’une collection particuliere, Paris.
- 1982 The Hague School and it’s American Legacy, West Palm Beach, Florida, USA.
- 1983 L’École de La Haye: Les maîtres hollandaise de 19ème siècle, Galeries nationals du Grand Palais, Paris.
- 1983 The Hague School: Dutch masters of the 19th century, Royal Academy of Arts, London, England.
- 1984 The Hague School: Collecting in Canada at the Turn of the century, Art Gallery of Ontario, Canada.
- 1987 Die Haager Schule: Meisterwerke der Holländischen Malerei des 19. Jahrhunderts aus dem Gemeentemuseum, Städtische Kunsthalle Mannheim, Mannheim, Germany.
- 1989 Die Haager Schule in München, Neue Pinakothek, München, Germany.
- 1992 Dutch Drawings from the Age of van Gogh from the Collection of the Hague Gemeentemuseum, The Taft Museum of Art, Cincinnati, USA.
- 1996 Van Gogh und die Haager Schule, Bank Austria Kunstforum, Wien, Austria.
- 1999 Jan Hendrik Weissenbruch (1824–1903): vorbij de Haagse School, Museum Jan Cunen, Oss
- 2001 Mesdag and the Hague School, Gemeentemuseum Den Haag, The Hague
- 2003 Jacob Maris: A retrospective of the work of a Dutch Impressionist, Teylers Museum, Haarlem.
- 2003 Willem Witsen (1860–1923): Moods, Dordrechts Museum, Dordrecht.
- 2004 De Haagse School and the young van Gogh, Stadhuis Brussel, Brüssel, Belgien.
- 2004 Jacob Maris, 1837–1899, Museum Jan Cunen, Oss.
- 2004 The Hague School, Gemeentemuseum Den Haag, The Hague.
- 2005 Waiting for van Gogh: Dutch Painting from the 19th Century, Crocker Art Museum, Sacramento, USA.
- 2007 Plain Air: The Hague School and the School of Barbizon, Gemeentemuseum, The Hague.
- 2006 Mesdag and The Hague School, Gemeentemuseum, Den Haag.
- 2008: Der Weite Blick: Landschaften der Haager Schule aus dem Rijksmuseum, Neue Pinakothek zu München, Germany
- 2009 The Hague School Revealed, Gemeentemuseum, Den Haag.
- 2009 The Hague School: Masterpieces from the Rijksmuseum, Centro Cultural Caixanova, Spain.
- 2012 Mesdag to Mondrian: Dutch Art from the Redelé Collection, Academy Art Museum, Maryland, USA.
- 2013 Modern Naturalist Painting in the Dutch Hague School: Inspiration from the Barbizon School and the Origin of van Gogh, Yamanashi Prefectural Museum of Art, Kofu, Japan.
- 2014 Reflections of Holland: The Hague School and Barbizon, Japan Museum of Art, Tokyo, Japan.
- 2015 Holland at it’s Finest, Gemeentemuseum Den Haag + Dordrechtmuseum Dordrecht.
- 2015 Grenzeloos Schilderachtig, Katwijks Museum, Katwijk.
- 2015 Watercolors – Exhibition about the most beautiful Dutch watercolors from the 19th century, Teylors Museum, Haarlem